# Hacıqərvənd
Hacıqərvənd è un comune dell'Azerbaigian situato nel distretto di Tərtər. Conta una popolazione di 2 592 abitanti.